# Liste der denkmalgeschützten Objekte in Fiss
Die Liste der denkmalgeschützten Objekte in Fiss enthält die 17 denkmalgeschützten, unbeweglichen Objekte der Gemeinde Fiss.

## Denkmäler
| Foto  |                 | Denkmal                                                                                  | Standort                                        | Beschreibung | Metadaten |
| ----- | --------------- | ---------------------------------------------------------------------------------------- | ----------------------------------------------- | --- | --- |
| ja BW | Datei hochladen | Antoniuskapelle HERIS-ID: 76000 Objekt-ID: 89539 TKK: 24155                              | vor Angerweg 10 Standort KG: Fiss               | Der offene Kapellenbildstock hat ein brettergedecktes Satteldach und eine nach Süden orientierte Rundbogenöffnung mit hüfthohem Schmiedeeisengitter. Über dem Eingang polychromes Keramikmosaik mit einem betenden Büßer und einer Engelsfigur im Hintergrund. Innen holzverkleidete Decke und vorspringende, gemauerte Mensa. An der Rückwand befindet sich ein Keramikmosaik hl. Antonius mit Maria und dem Jesuskind. Die beiden Keramikmosaike stammen von Karl Obleitner junior aus dem Jahr 1980. | BDA-Hist.: Q38141929 Status: § 2a Stand der BDA-Liste: 2025-06-30 Name: Antoniuskapelle GstNr.: 1679/1                                                                 |
| ja BW | Datei hochladen | Lourdeskapelle HERIS-ID: 55347 Objekt-ID: 63971 TKK: 24154                               | Fisser Straße 22, in der Nähe Standort KG: Fiss | Der Kapellenbildstock wurde 1903 errichtet und im Zuge eines Straßenbaus 1984 an den heutigen Standort versetzt. Der an drei Seiten offene Mauerbau über quadratischem Grundriss mit schindelgedecktem Zeltdach wird von wuchtigen, abgefasten Pfeilern getragen. An der Nordseite schließt sich der in den Hang gebaute, tonnengewölbte Betraum an, der mit einem schmiedeeisernen Gitter verschlossen ist. Darin befindet sich eine mit Tuffstein ausgekleidete Lourdesgrotte. | BDA-Hist.: Q38064869 Status: § 2a Stand der BDA-Liste: 2025-06-30 Name: Lourdeskapelle GstNr.: 2197 Lourdeskapelle Fiss                                                |
| ja    | Datei hochladen | Kreuzweg und Kalvarienberg HERIS-ID: 76002 Objekt-ID: 89541 TKK: 24160                   | bei Laurschweg 33 Standort KG: Fiss             | Westlich des Dorfes befindet sich eine volkstümliche Schnitzgruppe Christus und die beiden Schächer, ebendort am Weg vier Nischenbildstöcke. | BDA-Hist.: Q38141954 Status: § 2a Stand der BDA-Liste: 2025-06-30 Name: Kreuzweg und Kalvarienberg GstNr.: 1845 Kalvarienberggruppe Fiss                               |
| ja    | Datei hochladen | Bauernhaus Peter-Paules-Haus HERIS-ID: 39065 Objekt-ID: 38770 TKK: 24126                 | Mühlenweg 3 Standort KG: Fiss                   | Das Peter-Paules-Haus ist ein Durchfahrtshaus im Dorfkern von Fiss und besteht aus einem zweigeschoßigen Einhof mit Satteldach, der quergeteilt wurde. Laut Inschrift wurde das Gebäude 1771 erbaut, der Wirtschaftsteil wurde 1976 neu errichtet. Der Wohnraum im nördlichen Teil des Gebäudes wurde zur Gänze gemauert und talseitig unterkellert, die dazugehörige Nordfassade weist ein korbbogiges Portal auf. Im Obergeschoß befindet sich ein Fassadenfresko des Hl. Josef aus dem 18. Jahrhundert, der darüberhängende Vorbund weist apotropäisch als Drachen- und Widderköpfe ausgeformte Hängestreben auf. Im Inneren befinden sich eine tonnengewölbte Küche, dazu ein gemauerter Stall und in Holzbauweise gezimmerte Tenne. | BDA-Hist.: Q37986740 Status: Bescheid Stand der BDA-Liste: 2025-06-30 Name: Bauernhaus Peter-Paules-Haus GstNr.: .76 Peter-Paules-Haus, Fiss                           |
| ja    | Datei hochladen | Widum Fiss HERIS-ID: 55344 Objekt-ID: 63968 TKK: 24124                                   | Obere Dorfstraße 32 Standort KG: Fiss           | Das Pfarrhaus westlich der Kirche wurde 1744 erbaut. Das zweigeschoßige, in den Hang gebaute, gemauerte Gebäude mit schindelgedecktem Satteldach ist giebelseitig von Norden über einen Mittelflur erschlossen. Im Giebelfeld an der Südseite befindet sich eine triforiumartige Öffnung. Im Inneren hat sich eine tonnengewölbte Küche erhalten. | BDA-Hist.: Q38064843 Status: § 2a Stand der BDA-Liste: 2025-06-30 Name: Widum Fiss GstNr.: .3                                                                          |
| ja    | Datei hochladen | Kath. Pfarrkirche hl. Johannes der Täufer HERIS-ID: 55346 Objekt-ID: 63970 TKK: 18243    | Obere Dorfstraße 32 Standort KG: Fiss           | Die spätgotische Kirche mit einem Nordturm ist südseitig von einem Friedhof umgeben. Barockisierung der Kirche im frühen 18. Jahrhundert. Deckenbilder mit vier barocke Medaillons wurden im Kircheninneren 1958 freigelegt und 1958 mit Malerei von Norbert Strolz ergänzt. Altarblatt Mariaglorie von Franz Laukas. Figuren von Andreas Kölle. Orgel von Karl Reinisch aus 1912. | BDA-Hist.: Q15840290 Status: § 2a Stand der BDA-Liste: 2025-06-30 Name: Kath. Pfarrkirche hl. Johannes der Täufer GstNr.: .1 Pfarrkirche hl. Johannes der Täufer, Fiss |
| ja    | Datei hochladen | Friedhof Fiss HERIS-ID: 75950 Objekt-ID: 89482 TKK: 115585                               | Obere Dorfstraße 32 Standort KG: Fiss           | Der vermutlich im 16. Jahrhundert angelegte Friedhof umgibt die Pfarrkirche hl. Johannes der Täufer im Süden. Er wurde 1982 und 2011 erweitert. | BDA-Hist.: Q38141675 Status: § 2a Stand der BDA-Liste: 2025-06-30 Name: Friedhof Fiss GstNr.: 1 Cemetery Fiss                                                          |
| ja BW | Datei hochladen | Kriegerdenkmal HERIS-ID: 75952 Objekt-ID: 89484 TKK: 28744                               | bei Obere Dorfstraße 32 Standort KG: Fiss       | Die Kriegergedächtniskapelle wurde 1928 nach Plänen von Hans Illmer für die Gefallenen des Ersten Weltkriegs errichtet. Der achteckige Zentralbau mit Kuppel und Laterne ist nach Süden hin baulich in den Treppenaufgang zum Friedhof integriert und nach Norden mit Rundsäulen zum Friedhof geöffnet. Im Inneren befinden sich eine Wandmalerei des thronenden Christus von Alfons Schnegg und eine Tafel mit den Namen der Gefallenen. Das Keramikbild der hl. Barbara an der Südseite wurde 1979 von Karl Obleitner junior geschaffen. | BDA-Hist.: Q38141724 Status: § 2a Stand der BDA-Liste: 2025-06-30 Name: Kriegerdenkmal GstNr.: 1                                                                       |
| ja    | Datei hochladen | Aufbahrungshalle/Totenkapelle HERIS-ID: 75951 Objekt-ID: 89483 TKK: 28743                | Obere Dorfstraße 32 Standort KG: Fiss           | Die Friedhofskapelle wurde 1982 nach Plänen von Paul Illmer erbaut und bei der Friedhofserweiterung 2011 um 10 Meter nach Westen verlegt. Dabei wurden die Mauern neu errichtet und die offene Dachkonstruktion sowie Fenster, Türen und künstlerische Ausstattung vom Altbau übertragen. Die doppelflügelige Tür zeigt Kupferreliefs mit Darstellung der acht Seligpreisungen von Elmar Kopp von 1983, die ornamentalen und figuralen Glasmalereifenster wurden von Norbert Strolz geschaffen. | BDA-Hist.: Q38141698 Status: § 2a Stand der BDA-Liste: 2025-06-30 Name: Aufbahrungshalle/Totenkapelle GstNr.: 1                                                        |
| ja    | Datei hochladen | Bauernhof Krismerhaus HERIS-ID: 44456 Objekt-ID: 45268 TKK: 24125                        | Obere Dorfstraße 33 Standort KG: Fiss           | Der zweigeschoßige, quergeteilte Einhof unter Satteldach stammt im Kern vermutlich aus dem 15. oder 16. Jahrhundert und wurde im 18. Jahrhundert umgebaut. Der Wohnteil in der westlichen Gebäudehälfte ist zur Gänze gemauert. Die rundbogige Toreinfahrt an der Westfassade dient der Erschließung von Wohnteil und Tenne. Im Obergeschoß befindet sich eine Verkündigungsdarstellung aus dem 18. Jahrhundert, darüber ein barockzeitlicher Bundwerkgiebel. Innen haben sich in beiden Geschoßen eine tonnengewölbte Küche, im Obergeschoß eine Kornkammer mit gotischem Spitzbogenportal erhalten. Der ostseitig angebaute Wirtschaftsteil besteht aus einem gemauerten Stall und einer in Rundblockbauweise gezimmerten Tenne. | BDA-Hist.: Q38009068 Status: Bescheid Stand der BDA-Liste: 2025-06-30 Name: Bauernhof, Krimserhaus GstNr.: .38                                                         |
| ja    | Datei hochladen | Schranzles-Haus HERIS-ID: 39064 Objekt-ID: 38769 TKK: 115584                             | Obere Dorfstraße 34 Standort KG: Fiss           | Das materiell geteilte Bauernhaus geht im Kern vermutlich ins 15. Jahrhundert zurück. Das Wohngebäude mit giebelseitig erschlossenem Mittelflurgrundriss weist ein verputztes Bruchsteinmauerwerk, einen Bundwerkgiebel und ein Satteldach auf. Das Portal an der nördlichen Giebelseite hat einen abgefasten Rundbogen. An der südlichen Giebelfassade befinden sich gemauerte gotische Arkadenbögen. Im Inneren haben sich der Hausgang mit Tonnengewölbe und mehrere weitere überwölbte Räume erhalten. | BDA-Hist.: Q37986731 Status: Bescheid Stand der BDA-Liste: 2025-06-30 Name: Schranzles-Haus GstNr.: .72                                                                |
| ja    | Datei hochladen | Palehaus/Dorfmuseum HERIS-ID: 55345 Objekt-ID: 63969 TKK: 24129                          | Puintweg 1 Standort KG: Fiss                    | Der Hof stammt im Kern aus dem Spätmittelalter (dendrodatiert 1411), wurde im späten 16. Jahrhundert (dendrodatiert 1590) zum Durchfahrtshof erweitert und um 1675/80 materiell geteilt. Seit 2012 dient er als Museum. Der Einhof besteht aus einem gemauerten, dreigeschoßigen Wohnteil in der östlichen Hälfte und dem westlich anschließenden Wirtschaftsteil mit leicht abgesetztem Dach. Der Wohnteil in der östlichen Gebäudehälfte unter einem brettergedeckten Satteldach ist giebelseitig über ein breites Rundbogenportal mit Hohlkehle im Gewände erschlossen. Über dem Giebelsöller befindet sich ein Vorbund, die Streben sind als Drachenköpfe ausgeformt. An der Nordostecke ist ein Backofen angebaut. Der Wirtschaftsteil ist über dem gemauerten, von der westlichen Giebelseite erschlossenen Stall als Rundholzblockbau gezimmert, an der südlichen Traufseite schließt ein Anbau in Ständerkonstruktion aus dem 19. Jahrhundert an. Im Inneren erschließt die breite Durchfahrtstenne die Wohn- und Wirtschaftsräume: Links Stube und tonnengewölbte Küche, rechts zwei Kellerräume, der vordere ursprünglich mit Rundbogenportal und innen mit Spitztonne. Im Obergeschoß befinden sich zwei Wohneinheiten und zwei Kornkammern, eine davon mit abgefastem, gotischem Tuffsteingewände. | BDA-Hist.: Q38064851 Status: § 2a Stand der BDA-Liste: 2025-06-30 Name: Palehaus/Dorfmuseum GstNr.: .14                                                                |
| ja    | Datei hochladen | Spelskapelle Maria Hilf HERIS-ID: 75960 Objekt-ID: 89492 TKK: 24153                      | gegenüber Triflweg 1 Standort KG: Fiss          | Der nach Süden offene gemauerte Kapellenbildstock mit brettergedecktem Satteldach stammt aus der ersten Hälfte des 19. Jahrhunderts. Der tonnengewölbte Betraum weist eine gemauerte Mensa und eine rundbogige Altarnische mit den Gnadenbild Mariahilf auf. | BDA-Hist.: Q38141774 Status: § 2a Stand der BDA-Liste: 2025-06-30 Name: Spelskapelle (Maria Hilf) GstNr.: 2337 Spelskapelle Maria Hilf, Fiss                           |
| ja    | Datei hochladen | Bauernhof Kores/Kathreinhaus HERIS-ID: 39067 Objekt-ID: 38772 TKK: 24128                 | Untergasse 2 Standort KG: Fiss                  | Der zweigeschoßige, quergeteilte Einhof mit Satteldach stammt im Kern vermutlich aus dem 16. Jahrhundert und wurde im 17. Jahrhundert umgebaut, eine ehemalige Stube ist inschriftlich 1686 datiert. Der Wohnteil in der nördlichen Gebäudehälfte ist zur Gänze gemauert und hangseitig von Norden über einen Mittelflurgrundriss erschlossen. An der Eingangsfassade befinden sich je ein polygonaler Eckerker sowie ein dreiseitiger Mittelerker über dem Rundbogenportal. Die Fenster sind mit barock ausgerundetem Sturzbereich, im Erdgeschoß mit spätgotischen Fensterlaibungen versehen. An der östlichen Traufseite kragt ein Backofenerker vor. Die Bauweise im Inneren ist sehr aufwändig mit zahlreichen gewölbten Räumen in beiden Geschoßen. Der südlich versetzt angebaute Wirtschaftsteil mit gemauertem Stall und Stadelaufbau in Block- und Ständerbauweise ist aufgrund des Geländes ein Geschoß niedriger. | BDA-Hist.: Q37986760 Status: Bescheid Stand der BDA-Liste: 2025-06-30 Name: Bauernhof, Kores/Kathreinhaus GstNr.: .13                                                  |
| ja    | Datei hochladen | Fonneskapelle HERIS-ID: 75956 Objekt-ID: 89488 TKK: 24151                                | bei Untergasse 2 Standort KG: Fiss              | Der gemauerte Nischenbildstock mit flachem, brettergedecktem Satteldach stammt aus der zweiten Hälfte des 19. Jahrhunderts. In der von zwei gemauerten Halbsäulen flankierten Rundbogennische befindet sich ein Kruzifix im Dreinageltypus. | BDA-Hist.: Q38141748 Status: § 2a Stand der BDA-Liste: 2025-06-30 Name: Fonneskapelle GstNr.: 2168/1                                                                   |
| ja    | Datei hochladen | Durchfahrtshof Praxles HERIS-ID: 39066 Objekt-ID: 38771 TKK: 24127                       | Untergasse 6 Standort KG: Fiss                  | Das Durchfahrtshaus, ein zweigeschoßiger, quergeteilter Einhof mit Satteldach, stammt im Kern vermutlich aus dem 16. Jahrhundert und wurde um 1600 umgebaut. Der Wohnteil in der nördlichen Gebäudehälfte ist zur Gänze gemauert und talseitig in dem nach Süden abfallenden Hang unterkellert. An der Nordfassade dient eine rundbogige Toreinfahrt als Erschließung für Wohnteil und Tenne. Im Obergeschoß befindet sich eine Verkündigungsdarstellung aus dem 18. Jahrhundert, in der rechten Hälfte der Eingangsfassade sind Reste einer älteren Fassadenbemalung erkennbar. Das Giebelfeld weist einen barockzeitlichen Vorbund auf. Innen finden sich eine breite Durchfahrt mit Balkendecke und im Niveau versetzte Wohnräume. Der südseitig angestellte Wirtschaftsteil mit abgesetztem Satteldach besteht aus einem gemauerten Stall und einer Heulege in Rundblockbauweise. | BDA-Hist.: Q37986750 Status: Bescheid Stand der BDA-Liste: 2025-06-30 Name: Durchfahrtshof Praxles GstNr.: .10 Durchfahrtshof Praxles, Fiss                            |
| ja    | Datei hochladen | Untergasslerbrunnen Johannes-Nepomuk-Brunnen HERIS-ID: 75948 Objekt-ID: 89480 TKK: 24149 | bei Untergasse 6 Standort KG: Fiss              | Es gibt zwei Brunnen mit Figuren hl. Johannes der Täufer. Der denkmalgeschützte Brunnen mit Figur hl. Johannes Nepomuk aus dem 2. Viertel des 18. Jahrhunderts ist südlich der Kirche situiert und von Balthasar Horer. | BDA-Hist.: Q38141652 Status: § 2a Stand der BDA-Liste: 2025-06-30 Name: Untergasslerbrunnen Johannes-Nepomuk-Brunnen GstNr.: 2168/1                                    |